# Mills Watson
Pour les articles homonymes, voir Watson.
Mills Watson est un acteur américain, né le 10 juillet 1940  à Oakland, Californie (États-Unis).

## Filmographie
- 1968 : Le Virginien (TV) saison 7 épisode 16 (Last grave at socorro creek) : Sam Blount
- 1970 : ...tick...tick...tick... : Joe Warren
- 1970 : Le Pays sauvage (The Wild Country) : Feathers
- 1970 : Le Virginien (TV) saison 9 épisode 07 (Crooked corner) : Albie
- 1971 : Lock, Stock and Barrel (TV) : Plye
- 1972 : Heat of Anger (TV) : Obie
- 1972 : Dirty Little Billy de Stan Dragoti : Ed
- 1973 : Mystery in Dracula's Castle (TV) : Noah Baxter
- 1973 : Crime Club (TV) : Joey Parrish
- 1973 : Charley et l'Ange (Charley and the Angel) : Frankie Zuto
- 1973 : Papillon : Guard
- 1974 : Les Vagabonds du nouveau monde (The Migrants) (TV) : Hec Campbell
- 1974 : Le flic se rebiffe (The Midnight Man) : Cash
- 1974 : The Story of Pretty Boy Floyd (TV) : Shine Rush
- 1975 : Terreur sur le Queen Mary (Adventures of the Queen) (TV) : Jim Greer
- 1975 : Attack on Terror: The FBI vs. the Ku Klux Klan (TV) : Dee Malcom
- 1975 : Dead Man on the Run (TV) : Father Sebastian
- 1975 : The Kansas City Massacre (TV) : Frank 'Jelly' Nash
- 1976 : Treasure of Matecumbe : Catrell
- 1976 : Black Sheep  (Les têtes brûlées) : Colonel Ellis
- 1976 : The Invasion of Johnson County (TV) : Sheriff Angus
- 1976 : Captains and the Kings (feuilleton TV) : Preston
- 1977 : Ransom for Alice! (TV) : Toby
- 1977 : The Incredible Hulk: Death in the Family (TV) : Sheriff
- 1978 : La Conquête de l'Ouest (How the West Was Won) (feuilleton TV) : Felix
- 1978 : Faut trouver le joint (Up in Smoke) : Harry (Narc)
- 1978 : BJ and the Bear (TV) : Perkins
- 1979 : La Dernière Chevauchée des Dalton (The Last Ride of the Dalton Gang) (TV) : Bill Dalton
- 1979 : B.J. and the Bear (série TV) : Deputy Perkins (1979)
- 1981 : Harper Valley P.T.A. (en) (série TV) : Uncle Buster
- 1983 : Cujo : Gary Pervier
- 1985 : Heated Vengeance : Tucker
- 1985 : Half Nelson (TV)
- 1987 : J. Edgar Hoover (TV) : Senator McKellar
- 1988 : À l'épreuve des balles (Bulletproof) de Steve Carver : Sergeant Colby
- 1988 : Yellow Pages : Billy O'Shea
- 1988 : Les Orages de la guerre (War and Remembrance) (feuilleton TV) : Chief Derringer (Devilfish)
- 1989 : She Knows Too Much (TV) : Gordon Hecht
- 1989 : 58 heures d'angoisse (Everybody's Baby: The Rescue of Jessica McClure) (TV) : Boler
- 1989 : Prime Target (TV) : Fahey
- 1991 : Blood River (TV) : Jake, Logan's Man
- 1992 : Gunsmoke: To the Last Man (TV) : The Horse Trader
- 1992 : Les Visiteurs de l'au-delà (Intruders) (TV) : Nebraska Sheriff